# Hemiloapis yandaira
Hemiloapis yandaira là một loài bọ cánh cứng trong họ Cerambycidae.